# Jenny Sunderland
	Jennifer Lee „Jenny” Sunderland (ur. 13 marca 1954) – australijska gimnastyczka, olimpijka.
Reprezentowała Australię na Letnich Igrzyskach Olimpijskich 1972, które odbyły się w Monachium.